# Франк, Юлия
Ю́лия Франк (нем. Julia Franck; род. 20 февраля 1970, Восточный Берлин, ГДР) — немецкая писательница. Дочь режиссёра Юргена Земиша (нем. Jürgen Sehmisch) и актрисы Анны Катарины Франк (нем. Anna Katharina Franck), внучка скульптора Ингеборги Хунцингер, праправнучка художника Филиппа Франка. Лауреат Немецкой книжной премии (2007), шорт-листер ежегодной премии британской газеты The Independent за лучшее произведение зарубежной прозы — роман «Полудница» (нем. Die Mittagsfrau, 2007; в переводе на английский — The Blind Side of the Heart [«Слепая сторона сердца»], 2010).

## Биография
В 1978 году с матерью и тремя сёстрами эмигрировала в Западный Берлин, затем в ФРГ. В 1990-е годы изучала историю немецкой литературы, философию и американистику в Свободном университете Берлина. Некоторое время жила в США, Мексике и Гватемале. Работала литературным редактором в берлинской телерадиокомпании Sender Freies Berlin, публиковалась в периодике. Живёт с детьми в Берлине.
Автор романов «Новый повар» (нем. Der neue Koch, 1997), «Любимый слуга» (нем. Liebediener, 1999), «Бивачный костёр» (нем. Lagerfeuer, 2003), «Полудница» (нем. Die Mittagsfrau, 2007), «Спина к спине» (нем. Rücken an Rücken, 2011), сборников рассказов «Посадка на брюхо: рассказы на ощупь» (нем. Bauchlandung: Geschichten zum Anfassen, 2000), «Ни с того ни с сего» (нем. Mir nichts, dir nichts, 2006), книги воспоминаний «Разные миры» (нем. Welten auseinander, 2021). Редактор антологии «Пересечения границы. Вспоминают авторы Востока и Запада» (нем. Grenzübergänge. Autoren aus Ost und West erinnern sich, 2009). Произведения Юлии Франк переведены на 34 языка, включая русский.